# Europees kampioenschap zeilwagenrijden 1999
Het Europees kampioenschap zeilwagenrijden 1999 was een door de Internationale Vereniging voor Zeilwagensport (FISLY) georganiseerd kampioenschap voor zeilwagenracers. De 37e editie van het Europees kampioenschap vond plaats in het Duitse Borkum. 

## Uitslagen
| klasse   | Goud             | Zilver          | Brons               |
| -------- | ---------------- | --------------- | ------------------- |
| Standart | Damien Telle     | Paul Garnier    | Yann Demuysere      |
| Klasse 2 | Pascal Demuysere | Henri Demuysere | Peter Allemeersch   |
| Klasse 3 | Bertrand Lambert | Gabriel Valat   | Garath Rowland      |
| Klasse 5 | Brice Petit      | Xavier Faucon   | Aurélien Morandière |

1963 ·
1964 ·
1965 ·
1966 ·
1967 ·
1968 ·
1969 ·
1970 ·
1971 ·
1972 ·
1973 ·
1974 ·
1975 ·
1976 ·
1977 ·
1978 ·
1979 ·
1980 ·
1981 ·
1982 ·
1983 ·
1984 ·
1985 ·
1986 ·
1987 ·
1988 ·
1989 ·
1990 ·
1991 ·
1992 ·
1993 ·
1994 ·
1995 ·
1996 ·
1997 ·
1998 ·
1999 ·
2000 ·
2001 ·
2002 ·
2003 ·
2004 ·
2005 ·
2006 ·
2007 ·
2009 ·
2010 ·
2011 ·
2013 ·
2015 ·
2016 ·
2017 ·
2019 ·
2020 ·